# メル・デーヴィッドスン
メル・デーヴィッドスン（Mel Davidson、本名不明、生年月日不明）は、1980年代から1990年代に掛けてフィリピンで製作されたアクション映画の脇役として活動した俳優である。
シルヴァー・スター・フィルム社の『ダーティ・プロフェッショナル』(1984年/未/ビデオ)ではバグジー・デーヴィッドスン(Bugzy Davidson)、『怒りのコマンドー』(1988年/未/ビデオ)ではメルヴィン・デーヴィッドスン(Melvin Davidson)、『地獄のフォーカス』(1987年/未/ビデオ)では出演の傍ら製作管理(プロダクション・イン・チャージ)を務め、ビル・デーヴィッドスン(Bill Davidson)とクレジットされた。尚、コアラ・ブックスから発売された『地獄へのパスポート』(1988年/Vシネマ)のVHSのジャケットにはメル・デイビソン(スペル不明)と記載されているが、誤記である。

## 来歴

### 俳優としてのキャリア
フィリピンでは1984年の『ダーティ・プロフェッショナル』辺りから映画出演が確認され、戦争アクション物を中心に脇役出演し、政治家から軍人まで演じた。時には悪役も演じたが、どこか憎めない役柄が見られた。疑似米国映画群への出演が主だったが、フィリピン・ローカルの作品にも起用され、社会派として知られるリノ・ブロッカ監督の『マッチョ・ダンサー』(1988年/未ソフト化)には米国人、マリルー・ディアス・アバヤ監督の歴史物『ホセ・リサール』(1998年)には新聞の植字工として端役出演している。

### 個性派のバイプレーヤー
暫くは小さな役が続いたが、『タフ・コップ/マイアミ・コネクション』(1987年/未/ビデオ)の麻薬の売人、『コマンドー者』(1987年/未/ビデオ)の誘拐される上院議員、『ジャングル・ラッツ』(1987年/未/ビデオ)の捕虜になる士官役辺りからは目立つ様になって来た。
1988年のイタリアのヴィンセント・ドーン(ブルーノ・マッテイ)監督の2作品で異彩を放った。『サイバーロボ』ではヴェトナム戦争下に創られたロボット兵器の開発者役を一筋縄では行かない曲者として演じ、『ストライク・コマンドー2』(未/ビデオ)では熱帯のジャングルには不似合いな白い背広姿の殺し屋をコミカルさも交えて演じた。この縁からポール・D・ロビンスン(イグナチオ・ドルチェ)監督のイタリア映画『ラストプラトーン』(1988年/未/ビデオ/テレビ放映)にも起用され、任務中に足を負傷切断する囚人兵役だった。この当時は『ストライク・コマンドー2』でリチャード・ハリス、『ラストプラトーン』ではドナルド・ブレザンスと言った名優と共演する機会に恵まれた。

### フィルモグラフィ
1984年『ダーティ・プロフェッショナル』(未/ビデオ)
1985年『コマンド・ファイター』(未/ビデオ)
1987年『アイ・オブ・ザ・イーグル』(未/ビデオ)、『ビハインド・エネミー・ライン』(未ソフト化)、『ジャングル・ラッツ』(未/ビデオ)、『サンドー/地獄の勇者』(Vシネマ)、『ザ・コマンダー/死からの脱出』(クレジットなし)、『砂漠の戦士/テロ・ファイター』(クレジットなし)、『地獄のフォーカス』(未/ビデオ)
1988年『マッチョ・ダンサー』(未ソフト化)、『ストライク・コマンドー2』(未/ビデオ)、『サイバーロボ』、『ラストプラトーン』(未/ビデオ/テレビ放映)(クレジットなし)、『怒りのコマンドー』(未/ビデオ)、『ヘル・ミッション/怒りの奪還』(未/ビデオ)
1991年『マクベイン』
1998年『ホセ・リサール』(クレジットなし)